# دالان (شهرستان توپ)
دالان (به لاتین: Dolon) یک منطقهٔ مسکونی در قرقیزستان است که در شهرستان توپ واقع شده‌است. دالان ۹۳۹ نفر جمعیت دارد و ۱٬۶۴۹ متر بالاتر از سطح دریا واقع شده‌است.